# نوع‌دهی اردکی
در برنامه‌نویسی شی گرا، نوع‌دهی اردکی (به انگلیسی: duck typing) یک شیوه نوع‌دهی پویاست که در آن خصوصیات و توابع فعلی شی معنای آن را مشخص می‌کند و نه ارث بری آن از یک کلاس خاص و interface. نام این نوع تایپ دهی از آزمون اردکی (duck test) که به James Whitcomb Riley منسوب است گرفته شده‌است که آن را می‌توان به این صورت بیان کرد:
«اگر پرنده‌ای ببینم که مانند اردک راه می‌رود، مانند اردک شنا می‌کند و مانند اردک صدا درمی‌آورد، من به آن پرنده اردک می‌گویم»
در تایپ دهی اردکی تمرکز ما فقط بر روی آن دسته از خصوصیات شی است که استفاده می‌شوند و نه نوع شی. برای مثال در یک زبان بدون تایپ دهی اردکی، می‌توان تابعی نوشت که یک شی از نوع «اردک» می‌گیرد و متدهای «راه رفتن» و «صدا درآوردن» آن شی را فراخوانی می‌کند. اما در زبانی با تایپ دهی اردکی، همان تابع به این صورت است که یک شی از «هر نوع» می‌گیرد و متدهای «راه رفتن» و «صدا درآوردن» آن شی را فراخوانی می‌کند. اگر آن شی متدهای فراخوانی شده را نداشته باشد تابع در زمان اجرا خطا خواهد گرفت. پذیرش «هر نوع» شیی توسط تابع، که متدهای «راه رفتن» و «صدا درآوردن» درست را داشته باشد در واقع نشان دهنده نام این تایپ دهی و جمله بالاست که «اگر پرنده‌ای ببینم که مانند اردک راه می‌رود، مانند اردک شنا می‌کند و مانند اردک صدا درمی‌آورد، من به آن پرنده اردک می‌گویم». در اینجا هم شیی که توابع درست را دارد پس شی درست است.
تست نکردن نوع آرگومان‌ها در توابع از روی عادت، مستندسازی، کدهای خوانا و واضح و تست کردن برای اطمینان از استفاده صحیح، به برنامه‌نویسی با تایپ دهی اردکی کمک می‌کند. برنامه نویسانی که به تایپ دهی ایستا عادت کرده‌اند و می‌خواهند از برنامه‌های با تایپ دهی پویا استفاده کنند، معمولاً تمایل دارند که قبل از اجرا چک کردن تایپ را به صورت استاتیک انجام دهند که با این کار از مزایا و انعطاف‌پذیری تایپ دهی اردکی بهره‌مند نمی‌شوند و پویایی زبان را با محدودیت مواجه می‌سازند.

## مثال
شبه کد زیر را برای یک زبان با تایپ دهی اردکی در نظر بگیرید:
```
function
 
calculate
(
a
,
 
b
,
 
c
)
 
=>
 
return
 
(
a
+
b
)
*
c

example1
 
=
 
calculate
 
(
1
,
 
2
,
 
3
)

example2
 
=
 
calculate
 
([
1
,
 
2
,
 
3
],
 
[
4
,
 
5
,
 
6
],
 
2
)

example3
 
=
 
calculate
 
(
'apples '
,
 
'and oranges, '
,
 
3
)

print
 
to_string
 
example1

print
 
to_string
 
example2

print
 
to_string
 
example3

```

در شبه کد بالا هر وقت تابع calculate صدا زده می‌شود، اشیایی با قالب‌های مختلف و بدون در نظر گرفتن وراثت به آن فرستاده می‌شود (عدد، بردار، رشته). از آنجایی که این اشیا «+» و «*» را پشتیبانی می‌کنند، اجرا در همه این حالات ممکن است و خروجی در صورتی که این کد در زبان‌های پایتون یا روبی نوشته شود، به صورت زیر خواهد بود:
```
9

[
1
,
 
2
,
 
3
,
 
4
,
 
5
,
 
6
,
 
1
,
 
2
,
 
3
,
 
4
,
 
5
,
 
6
]

apples
 
and
 
oranges
,
 
apples
 
and
 
oranges
,
 
apples
 
and
 
oranges
,

```

در واقع اجرای تابع calculate با هر شیءای ممکن است، مشروط بر اینکه عملگرهای + و * برای آن شیء تعریف شده باشند. این همان محک اردکی است: تعریف شده بودن + (مانند اردک راه می‌رود) و تعریف شده بودن * (مانند اردک شنا می‌کند) کافی است تا به آن شیء محاسباتی (اردک) بگوییم. تنها چیزی که تابع calculate نیاز دارد این است که متغیرهای آن، متدهای «+» و «*» را داشته باشند.
بنابراین تایپ دهی اردکی اجازه داشتن پلی مورفیسم بدون وراثت را می‌دهد. در اینجا این نوع تایپ دهی با گرفتن یک رشته به عنوان ورودی تشخیص می‌دهد که باید عمل concatenation را انجام دهد و در صورتی که ورودی int باشد، جمع عادی را انجام دهد. در حالی که در تایپ دهی‌های استاتیک، برای این کار مجبور بودیم این تابع را برای نوع رشته یا int به‌طور خاص فراخوانی کنیم. (در واقع کلاس‌هایی داشتیم که هر کدام از یک کلاس پدر ارث می‌بردند و هر کدام از این کلاس‌ها یک شکل تابع calculate را پیاده‌سازی می‌کردند)
تایپ دهی اردکی در کد زیر که به زبان Python نوشته شده‌استفاده شده‌است. در تابع in_the_forest نوعی که به آن رد می‌شود هم می‌تواند Duck و هم Person باشد و چون هر دو این اشیا توابع quack() و feathers() دارند، هر کدام از آن‌ها یک duck است!
```
class
 
Duck
:

    
def
 
quack
(
self
):

        
print
 
"Quaaaaaack!»

    
def
 
feathers
(
self
):

        
print
 
"The duck has white and gray feathers."

class
 
Person
:

    
def
 
quack
(
self
):

        
print
 
"The person imitates a duck."

    
def
 
feathers
(
self
):

        
print
 
"The person takes a feather from the ground and shows it."

def
 
in_the_forest
(
duck
):

    
duck
.
quack
()

    
duck
.
feathers
()

def
 
game
():

    
donald
 
=
 
Duck
()

    
john
 
=
 
Person
()

    
in_the_forest
(
donald
)

    
in_the_forest
(
john
)

game
()

```

## تایپ دهی اردکی در زبان‌های با تایپ دهی استاتیک
زبانهایی مثل Boo و نسخه 4 C# که معمولاً از تایپ دهی استاتیک استفاده می‌کنند، توضیحاتی دارند که به کامپایلر می‌گوید آماده type checking کلاس‌های در زمان اجرا باشد و نه کامپایل، و همچنین کد مربوط به type checking در زمان اجرا را، در خروجی کامپایل بگنجاند. این خصوصیت اجازه می‌دهد که این زبان‌ها هم بیشتر مزایای تایپ دهی اردکی را داشته باشند. تنها کاری که باید انجام شود این است که کلاس‌های پویا در زمان کامپایل مشخص شوند.

## سیستم‌های تایپ دهی ساخت یافته
تایپ دهی اردکی مشابه ولی متمایز از تایپ دهی ساخت یافته‌است. تایپ دهی ساخت یافته یک سیستم تایپ دهی استاتیک است که مطابقت نوع و تساوی را توسط ساختار نوع تشخیص می‌دهد در حالی که تایپ دهی اردکی پویاست و مطابقت نوع را فقط با قسمتی از ساختار نوع که در موقع اجرا از آن استفاده می‌شود تعیین می‌کند.
زبان برنامه‌نویسی Objective Caml از تایپ دهی ساخت یافته‌استفاده می‌کند.

## واسط‌ها (Interfaces)
واسط‌ها می‌توانند بعضی از مزایای تایپ دهی اردکی را ایجاد کنند هرچند تایپ دهی اردکی از این جهت که هیچ گونه واسطی را به‌طور صریح تعریف نمی‌کند با آن فرق دارد. برای مثال اگر یک کتابخانه جاوا یک کلاس را که اجازه تغییر آن را ندارد implement کند، نمی‌توان یک نمونه از آن کلاس را در واسطی که خودمان تعریف کرده‌ایم استفاده کنیم، در حالی که تایپ دهی اردکی این اجازه را می‌دهد.
Templateها یا تایپ‌های Generic
توابع template در واقع «تست اردکی» را در یک محیط با تایپ دهی استاتیک انجام می‌دهند. این کار تمام مزایا و مشکلات تایپ دهی استاتیک را در مقابل تایپ دهی پویا خواهد داشت. تایپ دهی اردکی همچنین از این نظر انعطاف‌پذیرتر است که تنها متدهایی که در زمان اجرا فراخوانی می‌شوند نیاز به پیاده‌سازی دارند، در حالی که templateها چون در زمان کامپایل این تایپ دهی را انجام می‌دهند، به پیاده‌سازی همه متدهایی که ممکن است در زمان اجرا فراخوانی شوند نیاز دارد.
Templateها در C++ و Genericها در زبان جاوا وجود دارند.

## انتقاد
یکی از نقدهای معمول به این نوع تایپ دهی: یکی از مشکلات تایپ دهی اردکی این است که برنامه‌نویس مجبور است فهم وسیع تری از کدی که در هر لحظه می‌نویسد داشته باشد. در یک زبان با تایپ دهی استاتیک که از سلسله مراتب‌های نوع و چک کردن نوع پارامترها استفاده می‌کند، نسبت دادن شیی با نوع غلط به یک کلاس بسیار سخت‌تر خواهد بود. برای مثال در زبان پایتون، می‌توان به راحتی یک کلاس «نوشیدنی» ایجاد کرد که یک کلاس دیگر به عنوان یکی از ترکیبات این نوشیدنی، متد press() آن را implement می‌کند. هرچند می‌توان یک کلاس به نام «پیراهن» هم داشت که متد press() را implement کند! با تایپ دهی اردکی برای جلوگیری از خطاهای ناخواسته، برنامه‌نویس باید از هر نوع استفاده متد press() مطلع باشد.
ماهیتا مشکل این است که «اگر چیزی مانند اردک راه می‌رود، مانند اردک شنا می‌کند و مانند اردک صدا درمی‌آورد» می‌تواند یک اژدها باشد که ادای اردک‌ها را درمی‌آورد! شاید همیشه نخواهید یک اژدها را به یک تالاب راه دهید حتی اگر بتواند مثل یک اردک رفتار کند!
طرفداران تایپ دهی اردکی معتقدند که این مشکل با تست کردن و داشتن اطلاعات لازم در مورد کد و رفع خطاهای آن، برطرف خواهد شد.

## تاریخچه
Alex Martelli در سال ۲۰۰۰ اصطلاح تایپ دهی اردکی را در یک پیغام که که به گروه خبری comp.lang.python فرستاده بود، استفاده کرد. او همچنین فهم نادرست از تست اردکی را بیان کرد (به نظر می‌رسد لغت تست اردکی در آن زمان استفاده می‌شده‌است).
«... به بیان دیگر نگاه نکنید که آیا این یک اردک است، ببینید که آیا صدای اردک درمی‌آورد، مثل اردک راه می‌رود و…، بسته به اینکه دقیقاً شما چه زیر مجموعه‌ای از رفتار شبیه اردک را نیاز دارید.»

## در C
در C# 4.0 کامپایلر و زمان اجرا با هم همکاری می‌کنند تا تایپ دهی پویا پیاده‌سازی شود.

## در ColdFusion
ColdFusion زبان اسکریپت نویسی برنامه‌های وب است که اجازه می‌دهد آرگومان‌های تابع هر نوعی را بپذیرند. برای این نوع آرگومان، یک شی دلخواه می‌تواند به تابع فرستاده شود و فراخوانی توابع به صورت پویا در زمان اجرا bind می‌شوند. اگر یک شی تابع فراخوانی شده را پیاده‌سازی نکرده باشد، یک exception در زمان اجرا throw می‌شود که می‌توان آن را catch و به خوبی handle کرد. در ColdFusion 8 این کار را می‌توان به جای exception handling با متد از پیش تعریف شده onMissingMethod() انجام داد.

## در Common Lisp
Common Lisp یک extension شی گرا را فراهم می‌کند. (Common Lisp Object System یا CLOS). ترکیب CLOS و تایپ دهی پویای Lisp، تایپ دهی اردکی را یک شیوه برنامه‌نویسی معمول در Common Lisp می‌سازد.
در Common Lisp نیز نیازی به چک کردن نوع‌ها نیست زیرا در زمان اجرا وقتی که تابعی قابل اجرا نباشد خطا می‌دهد. این خطا با Condition System of Common Lisp قابل مدیریت است.
در این زبان متدها خارج کلاس‌ها تعریف می‌شوند و همچنین می‌توانند برای اشیای خاصی هم استفاده شوند.
```
(
defclass
 
duck
 
()
 
())

(
defmethod
 
quack
 
((
a-duck
 
duck
))

  
(
print
 
"Quaaaaaack!»))

(defmethod feathers ((a-duck duck))

  (print "
The
 
duck
 
has
 
white
 
and
 
gray
 
feathers.
"))

(defclass person () ())

(defmethod quack ((a-person person))

  (print "
The
 
person
 
imitates
 
a
 
duck.
"))

(defmethod feathers ((a-person person))

  (print "
The
 
person
 
takes
 
a
 
feather
 
from
 
the
 
ground
 
and
 
shows
 
it.
"
))

(
defmethod
 
in-the-forest
 
(
duck
)

  
(
quack
 
duck
)

  
(
feathers
 
duck
))

(
defmethod
 
game
 
()

  
(
let
 
((
donald
 
(
make-instance
 
'duck
))

        
(
john
 
(
make-instance
 
'person
)))

    
(
in-the-forest
 
donald
)

    
(
in-the-forest
 
john
)))

(
game
)

```

Common Lisp همچنین اجازه اصلاح خطا به صورت interactive را می‌دهد:
```
?
 
(
defclass
 
cat
 
()
 
())

# <STANDARD-CLASS CAT>

?
 
(
quack
 
(
make
-
instance
 
'cat))

>
 
Error
:
 
There
 
is
 
no
 
applicable
 
method
 
for
 
the
 
generic
 
function
:

>
 
#<STANDARD-GENERIC-FUNCTION QUACK #x300041C2371F>

>
 
when
 
called
 
with
 
arguments
:

>
 
(
#<CAT #x300041C7EEFD>)

>
 
If
 
continued
:
 
Try
 
calling
 
it
 
again

1
>
 
(
defmethod
 
quack
 
((
a
-
cat
 
cat
))

        
(
print
 
"The cat imitates a duck.»))

# <STANDARD-METHOD QUACK (CAT)>

1
>
 
(
continue
)

"The cat imitates a duck."

```

## در Objective C
Objective C چیزی بین C و Smalltalk است. این زبان اجازه می‌دهد که اشیایی از نوع id تعریف کرد و هر پیغامی به آن‌ها فرستاد (مثل Smalltalk). فرستنده پیام می‌تواند چک کند که شی به پیام پاسخ می‌دهد یا نه، و شی نیز می‌تواند در زمان رسیدن پیام تصمیم بگیرد که آیا به آن پاسخ دهد یا خیر، و اگر فرستنده پیامی بفرستد که گیرنده نمی‌تواند به آن پاسخ دهد، یک exception رخ می‌دهد؛ بنابراین تایپ دهی اردکی کاملاً توسط زبان Objective C حمایت می‌شود.

## در Python
تایپ دهی اردکی بسیار در پایتون استفاده می‌شود. واژه نامه پایتون تایپ دهی اردکی را به صورت زیر تعریف می‌کند:
شیوه برنامه‌نویسی به روش پایتون به این صورت است که نوع یک شی توسط متدها و خصوصیات(attribute) آن تعیین می‌شود و نه توسط رابطه صریح آن با نوع خاصی از اشیا. این زبان با تکیه بر واسط‌ها و نه نوع‌های خاص، انعطاف‌پذیری بالایی را در کدهایی که به خوبی طراحی شده‌اند ایجاد می‌کند. تایپ دهی اردکی مانع از تست‌هایی همچون type() و isinstance() می‌شود. در عوض از شیوه برنامه‌نویسی EAFP(Easier to Ask Forgiveness than Permission تقاضای بخشش آسان تر از اجازه است!) استفاده می‌کند.
مثال تایپ دهی اردکی در پایتون، کلاس‌های فایل گونه‌است. کلاس‌ها می‌توانند بعضی یا همه متدهای یک فایل را پیاده کنند و می‌توانند جاهایی که فایل‌ها استفاده می‌شوند مورد استفاده قرار گیرند. برای مثال GzipFile یک شی فایل گونه را برای دسترسی به داده‌های فایل gzip-compressed پیاده می‌کند. cStringIO اجازه می‌دهد که با یک رشته پایتون به صورت فایل رفتار کرد. همچنین سوکت‌ها و فایل‌ها متدهای مشترک زیادی دارند. هرچند سوکت‌ها متد tell() را ندارند و نمی‌توانند هرجا که GzipFile استفاده می‌شود، مورد استفاده قرار گیرند. این موضوع انعطاف‌پذیری تایپ دهی اردکی را نشان می‌دهد: یک شی فایل گونه تنها متدهایی را که توانایی آن را دارد implement می‌کند و بنابراین می‌تواند در جاهایی که معنای درستی می‌دهد مورد استفاده قرار گیرد.
قانون EAFP فایده exception handling را نشان می‌دهد. برای مثال به جای چک کردن اینکه یک شی متد quack() را دارد یا نه (استفاده از hasattr(duck,”quack”):…) بهتر است امتحان کنیم و ببینیم این متد را دارد یا نه و اگر نداشت exception آن را handle می‌کنیم.
```
try
:

    
mallard
.
quack
()

except
 
(
AttributeError
,
 
TypeError
):

    
print
 
"mallard can't quack()"

```

مزایای این روش این است که handle کردن ساخت یافته کلاس‌های دیگر را ممکن می‌کند (برای مثال یک زیر کلاس muteDuck می‌تواند یک QuackException ایجاد کند که می‌توان این خطا را نیز به قسمت except اضافه کرد بدون اینکه نیاز به بررسی منطق کد باشد.

## پیاده‌سازی‌ها
چند زبان که از تایپ‌دهی اردکی استفاده می‌کنند:
- روبی
- کلد فیوژن
- آبجکتیو-سی
- پایتون (زبان)
- لوآ